# Sizilianische Mafia-Kommission
Die sizilianische Mafia-Kommission, auch bekannt als Kuppel (italienisch cupola) oder einfach als Kommission, ist eine Versammlung der wichtigsten Oberhäupter der sizilianischen Verbrecherorganisation Cosa Nostra. Sie dient dazu, wichtige Entscheidungen zu treffen und interne Streitfragen auf friedlichem Weg zu lösen.
Die Kommission wurde Mitte der 1950er Jahre nach amerikanischem Vorbild (siehe dazu auch Cosa Nostra: Struktur) gegründet. Dabei war sie weder als Regierungsorgan der Cosa Nostra noch als eine Vertretung aller sizilianischen Mafia-Familien angelegt, sondern laut den Worten des späteren Kronzeugen und Pentito Tommaso Buscetta  ein „Instrument der Mäßigung und des inneren Friedens.“
Sie sollte auch als Gegengewicht zur Macht der Bosse über ihre jeweilige Familie wirken.
Zunächst wurde sie nur für die Provinz Palermo eingerichtet; später sollten ähnliche Einrichtungen für die Provinz Catania, die Provinz Trapani, die Provinz Caltanissetta, die Provinz Agrigent sowie für die Provinz Enna folgen. 1975 wurde auch eine Interprovinzialkommission unter dem Namen Region für ganz Sizilien eingerichtet.

## Die erste Kommission von 1958 bis 1963
Die erste Kommission bestand aus den folgenden Männern, die jeweils ein „mandamento“ (das Territorium von jeweils drei Familien) vertreten:
- Salvatore Greco für das Ciaculli mandamento (Palermo), Sekretär der Kommission
- Salvatore La Barbera für das Palermo-Zentrum mandamento
- Francesco Sorci für das Santa Maria di Gesù mandamento (Palermo)
- Antonio Matranga für das Resuttana mandamento (Palermo)
- Mariano Troia für das San Lorenzo mandamento (Palermo)
- Michele Cavataio für das Acquasanta mandamento (Palermo)
- Calcedonio Di Pisa für das Noce mandamento (Palermo)
- Lorenzo Motisi für das Pagliarelli mandamento (Palermo)
- Salvatore Manno für das Boccadifalco mandamento (Palermo)
- Mario Di Girolamo für das Corso Calatafimi mandamento (Palermo)
- Cesare Manzella für das Cinisi mandamento
- Giuseppe Panno für das Casteldaccia mandamento
- Antonio Salamone für das San Giuseppe Jato mandamento

## Das Triumvirat von 1969 bis 1974
Nach dem ersten Mafiakrieg von 1962/1963 und dem anschließenden Verfolgungsdruck durch die italienischen Strafbehörden wurde die Kommission für einige Jahre aufgelöst. Im Jahr 1969 wurde zunächst ein provisorisches dreiköpfiges Triumvirat eingerichtet. Es bestand aus den folgenden Bossen, die als die mächtigsten Anführer der Cosa Nostra galten:
- Gaetano Badalamenti für das Cinisi mandamento
- Stefano Bontade für das Santa Maria di Gesù mandamento (Palermo)
- Luciano Liggio für das Corleone mandamento, häufig vertreten durch seine rechte Hand Salvatore Riina

## Die Kommission in den Jahren von 1974 bis 1977
1974 wurde die Kommission wieder regulär hergestellt; wie schon in den vergangenen Jahren des Triumvirats, waren die Mitglieder jetzt zugleich die Bosse der vertretenen Familien.
- Gaetano Badalamenti für das Cinisi mandamento, Sekretär der Kommission
- Stefano Bontade für das Santa Maria di Gesù mandamento (Palermo)
- Luciano Liggio für das Corleone mandamento, vertreten durch Salvatore Riina, da Liggio 1974 in Mailand verhaftet worden war
- Rosario Di Maggio für das Passo di Rigano mandamento (Palermo)
- Michele Greco für das Ciaculli mandamento (Palermo)
- Rosario Riccobono für das Partanna mandamento (Palermo)
- Giuseppe Calò für das Porta Nuova mandamento (Palermo)
- Salvatore Scaglione für das Noce mandamento (Palermo)
- Filippo Giacalone für das San Lorenzo mandamento (Palermo)
- Nenè Geraci für das Partinico mandamento
- Antonio Salamone für das San Giuseppe Jato mandamento, häufig vertreten durch Bernardo Brusca (Vater von Giovanni Brusca), weil Salamone sich meist in São Paulo in Brasilien aufhielt

## Die Kommission von 1978
1978 wurde Gaetano Badalamenti auf Initiative der Corleoneser aus der Cosa Nostra ausgeschlossen. Sein Nachfolger als Sekretär der Kommission wurde Michele Greco. Innerhalb der Cosa Nostra kam es zu dieser Zeit zur Spaltung in zwei Machtblöcke; der dominierende Block bestand aus den Corleonesern, die mit den mächtigen Grecos, mit Giuseppe „Pippo“ Calò, Nenè Geraci, Francesco Madonia, Ignazio Motisi sowie mutmaßlich auch Salvatore Scaglione verbündet waren. Die Minderheitenfraktion wurde durch Stefano Bontade, Salvatore Inzerillo, Rosario Riccobono sowie Calogero Pizzuto repräsentiert. Auch Antonio Salamone sympathisierte mit dieser Fraktion, allerdings nicht offen; Salamones Stellvertreter, die Bruscas, wiederum waren eng mit den Corleonesern verbündet und unterstützten diese auch. Die dominierenden Corleoneser trafen gemeinsam mit ihren Verbündeten mehrfach Entscheidungen, von denen Bontade, Inzerillo und Riccobono nichts oder erst im Nachhinein erfuhren.
- Michele Greco für das Ciaculli mandamento (Palermo), Sekretär der Kommission
- Salvatore Riina und Bernardo Provenzano abwechselnd für das Corleone mandamento
- Stefano Bontade für das Santa Maria di Gesù mandamento (Palermo)
- Salvatore Inzerillo für das Passo di Rigano mandamento (Palermo)
- Giuseppe Calò für das Porta Nuova mandamento (Palermo)
- Rosario Riccobono für das Partanna mandamento (Palermo)
- Salvatore Scaglione für das Noce mandamento (Palermo)
- Francesco Madonia für das Resuttana mandamento (Palermo)
- Ignazio Motisi für das Pagliarelli mandamento (Palermo)
- Nenè Geraci für das Partinico mandamento
- Antonio Salamone für das San Giuseppe Jato mandamento, häufig vertreten durch Bernardo Brusca
- Calogero Pizzuto für die Provinz Agrigent

## Die Kommission von 1982
Im Zweiten Mafiakrieg von 1981 bis 1983 vernichteten die Corleoneser ihre Gegner Bontade und Inzerillo und deren Anhänger. Auch Rosario Riccobono, der gleich zu Beginn des Krieges zu den Corleonesern übergelaufen war, wurde von ihnen Weihnachten 1982 ermordet. Salamone stellte sich freiwillig der Polizei, da er ohne Bontades Rückhalt seine Position nicht gegen die Bruscas halten konnte und ihm die Ermordung drohte. Viele Mandamenti wurden neu geformt. Die Kommission wandelte sich unter der direkten Herrschaft der Corleoneser (noch mehr als bis dahin) von einer demokratischen Versammlung weg hin zu einem Organ, mit dem die herrschende Gruppe ihren Willen durchsetzen konnte. Auch der Posten des Sekretärs wandelte sich zunehmend von der eines ausgleichenden „Moderators“ zu einem autoritären Chef der Kommission, dies insbesondere nachdem Salvatore Riina den Posten einnahm, als Michele Greco im Jahr 1986 verhaftet werden konnte.
- Salvatore Riina und Bernardo Provenzano meist abwechselnd für das Corleone mandamento, Riina nach 1986 als Vorsitzender
- Michele Greco und Pino Greco für das Ciaculli mandamento (Palermo), Michele Greco bis zu seiner Verhaftung 1986 als Sekretär
- Giuseppe Calò für das Porta Nuova mandamento (Palermo)
- Rosario Riccobono für das Partanna mandamento (Palermo)
- Francesco Madonia für das  Resuttana mandamento (Palermo)
- Andrea Di Carlo für das Altofonte mandamento
- Nenè Geraci für das Partinico mandamento
- Bernardo Brusca für das San Giuseppe Jato mandamento
- Giovanni Scaduto für das Bagheria mandamento
- Mariano Agate für das Mazara del Vallo mandamento (Provinz Trapani)

## 1992
Die Kommission von 1992, die die Morde an Giovanni Falcone und Paolo Borsellino beschloss:
- Salvatore Riina, Vorsitzender der Kommission
- Bernardo Provenzano für das Corleone mandamento
- Salvatore Cancemi für das Porta Nuova mandamento (Palermo), als Stellvertreter für den inhaftierten Giuseppe Calò
- Raffaele Ganci für das Noce mandamento (Palermo)
- Pietro Aglieri für das Santa Maria di Gesù-Guadagna mandamento (Palermo)
- Francesco Madonia für das Resuttana mandamento (Palermo)
- Matteo Motisi für das Pagliarelli mandamento (Palermo)
- Giuseppe Graviano oder Filippo Graviano für das Brancaccio-Ciaculli mandamento (Palermo), als Stellvertreter für den inhaftierten Giuseppe Lucchese
- Salvatore Biondino für das San Lorenzo mandamento (Palermo), als Stellvertreter für den inhaftierten Giuseppe Giacomo Gambino
- Michelangelo La Barbera für das Passo di Ragano-Boccadifalco mandamento (Palermo), als Stellvertreter für den inhaftierten Salvatore Buscemi
- Giovanni Brusca für das San Giuseppe Jato mandamento, als Stellvertreter für seinen inhaftierten Vater Bernardo Brusca
- Giuseppe Montalto für das Villabate mandamento, als Stellvertreter für seinen inhaftierten Vater Salvatore Montalto
- Antonino Giuffrè für das Caccamo mandamento
- Nenè Geraci für das Partinico mandamento
- Benedetto Spera für das Belmonte Mezzagno mandamento
- Giuseppe Farinella für das Gangi-San Mauro Castelverde mandamento

## Das Direktorium
Infolge der Attacke auf den italienischen Staat schlug dieser entschlossen zurück; die meisten Angehörigen der Kommission wie auch der „Boss der Bosse“ Salvatore „Totò“ Riina selbst konnten verhaftet werden. Sein Nachfolger Bernardo Provenzano berief Ende der für die Cosa Nostra chaotischen 1990er Jahre anstelle der Kommission ein Direktorat, das aus den folgenden Bossen bestand:
- Bernardo Provenzano aus Corleone
- Antonino Giuffrè aus Caccamo
- Salvatore Lo Piccolo aus Palermo
- Benedetto Spera aus Belmonte Mezzagno
- Vincenzo Virga aus Trapani
- Matteo Messina Denaro aus Castelvetrano
- Andrea Manciaracina aus Mazara del Vallo
- Giuseppe Balsamo aus Monreale
- Salvatore Rinella aus Trabia

## Aktuelle Situation
Im Jahr 2009 wurden von der italienischen Polizei 89 Verdächtige festgenommen und damit der Versuch unterbunden, die Kommission neu zu gründen.
Die neue Kommission sollte aus folgenden Mitgliedern bestehen:
- Benedetto Capizzi für das Villagrazia Mandamento, Sekretär der Kommission
- Gaetano Lo Presti für das Porta Nuova Mandamento
- Antonino Lo Nigro für das Brancaccio Mandamento
- Luigi Caravello für das Noce Mandamento
- Gaetano Fidanzati für das Resuttana Mandamento
- Giovanni Nicchi für das Pagliarelli Mandamento
- Giovanni Adelfio für das Santa Maria di Gesù Mandamento
- Antonino Spera für das Belmonte Mezzagno Mandamento
- Rosario Lo Bue für das Corleone Mandamento
- Giuseppe Scaduto für das Bagheria Mandamento
- Gregorio Agrigento für das San Giuseppe Jato Mandamento
- Francesco Bonomo für das San Mauro Castelverde Mandamento
- Antonino Teresi für das Trabia Mandamento

## Die Interprovinzialkommission
Die Interprovinzialkommission, innerhalb der Cosa Nostra oft „Region“ genannt, wurde 1975 auf Initiative von Giuseppe Calderone gegründet als eine Versammlung von Repräsentanten der verschiedenen Provinzen Siziliens; nicht vertreten waren dabei die Provinzen Ragusa, Syrakus und Messina.
Die erste Versammlung fand im Februar 1975 in Enna statt. Die Zusammensetzung der ersten Provinzialkommission blieb bis 1978 unverändert.
Sie bestand aus
- Giuseppe Calderone für die Provinz Catania als Sekretär
- Michele Greco für die Provinz Palermo
- Antonio Ferro für die Provinz Agrigent
- Cola Buccellato für die Provinz Trapani
- Giuseppe di Cristina für die Provinz Caltanissetta
- Paolo Cancelliere für die Provinz Enna

Die Versammlung von 1992 bestand aus:
- Salvatore Riina für die Provinz Palermo als Vorsitzender
- Mariano Agate für die Provinz Trapani
- Nitto Santapaola für die Provinz Catania
- Giuseppe Madonia für die Provinz Caltanissetta
- Antonio Ferro für die Provinz Agrigent
- Salvatore Saitta für die Provinz Enna